# Erika Bodnár
Dans le nom hongrois Bodnár Erika, le nom de famille précède le prénom, mais cet article utilise l’ordre habituel en français Erika Bodnár, où le prénom précède le nom.
 (indiquez la date de pose grâce au paramètre date).
Erika Bodnár, née le 17 mars 1948 à Budapest, est une actrice hongroise de théâtre et de cinéma,,,. Elle a également tourné dans des téléfilms.

## Biographie
Née en 1948, Erika Bodnár est diplômée de l’université d'art dramatique et cinématographique de Budapest en 1970.
Elle a été mariée deux fois : avec l’acteur György Lencz (hu) puis avec András Bálint, également acteur. Elle a divorcé deux fois.
Le footballeur István Bodnár (hu) est son frère.

## Filmographie partielle

### Cinéma
- 1972 : Utazás Jakabbal – Pál Gábor
- 1983 : Hatásvadászok – Miklós Szurdi
- 1985 : Almanach d'automne – Béla Tarr
- 1987 : Csók, Anyu! – János Rózsa
- 1989 : Mielőtt befejezi röptét a denevér – Péter Tímár
- 1989 : Ismeretlen ismerős (« La valise volante ») – János Rózsa
- 1999 : Az alkimista és a szűz – Zoltán Kamondi
- 2000 : Portugál – Zoltán Egressy (film narratif)

### Téléfilms
- Két nap júliusban (1968)
- Pillangó (1971)
- Rózsa Sándor 1-12 (1971)
- Szerelmespár (1972)
- Aranyliba (1972)
- Kísérleti dramaturgia (1972)
- Méz a kés hegyén (1974)
- Mednyánszky (1978)
- Ítélet nélkül (1979)
- Hosszú előszoba' (1980)
- Hínár (1981)
- Apród voltam Mátyás udvarában (1981)
- Békestratégia (1983)
- Szent Kristóf kápolnája (1983)
- Szellemidézés (1984)
- Fabuland (1984)
- Linda (1986)
- Pályaváltás (1989)
- Közös ágyban (1989)
- Sötétség lánya (1990)
- Segélykiáltás (1990)
- Vadmacska-karmok (1990)
- A főügyész felesége (1990)
- Rizikó (1993)
- Rendőrsztori (2000)
- Családi album (2000)
- Hőskeresők (2013)